# 赤マイン川
赤マイン川 (あかマインがわ、Roter Main)は、マイン川の二つの源流のうちの一つ。もう一つの白マイン川よりも長い。この川は、フレンキシェ・シュヴァイツに湧出し、クルムバッハ近郊で白マイン川と合流する。全長55kmで標高差283mを流れ下る。
この川は、ローム質の土壌から湧出する。特に降雨の後は多くの泥土が川に流れ込み、赤褐色の濁った色を付ける。このため赤マイン川と呼ばれる。

## 水源
赤マイン川は、バイロイトの南10km、クロイセン＝ヘーラスロイト地区近く、リンデンハルトの森の海抜581mの地点から湧出する。水源は細長い木製の樋で、1907年にその上に石碑が置かれた。水源は、フレンキシェ・シュヴァイツ＝フェルデンシュタインの森自然公園内に位置している。この辺りは、地質学上は、ジュラ紀中期の地層にあたる。

## 流路

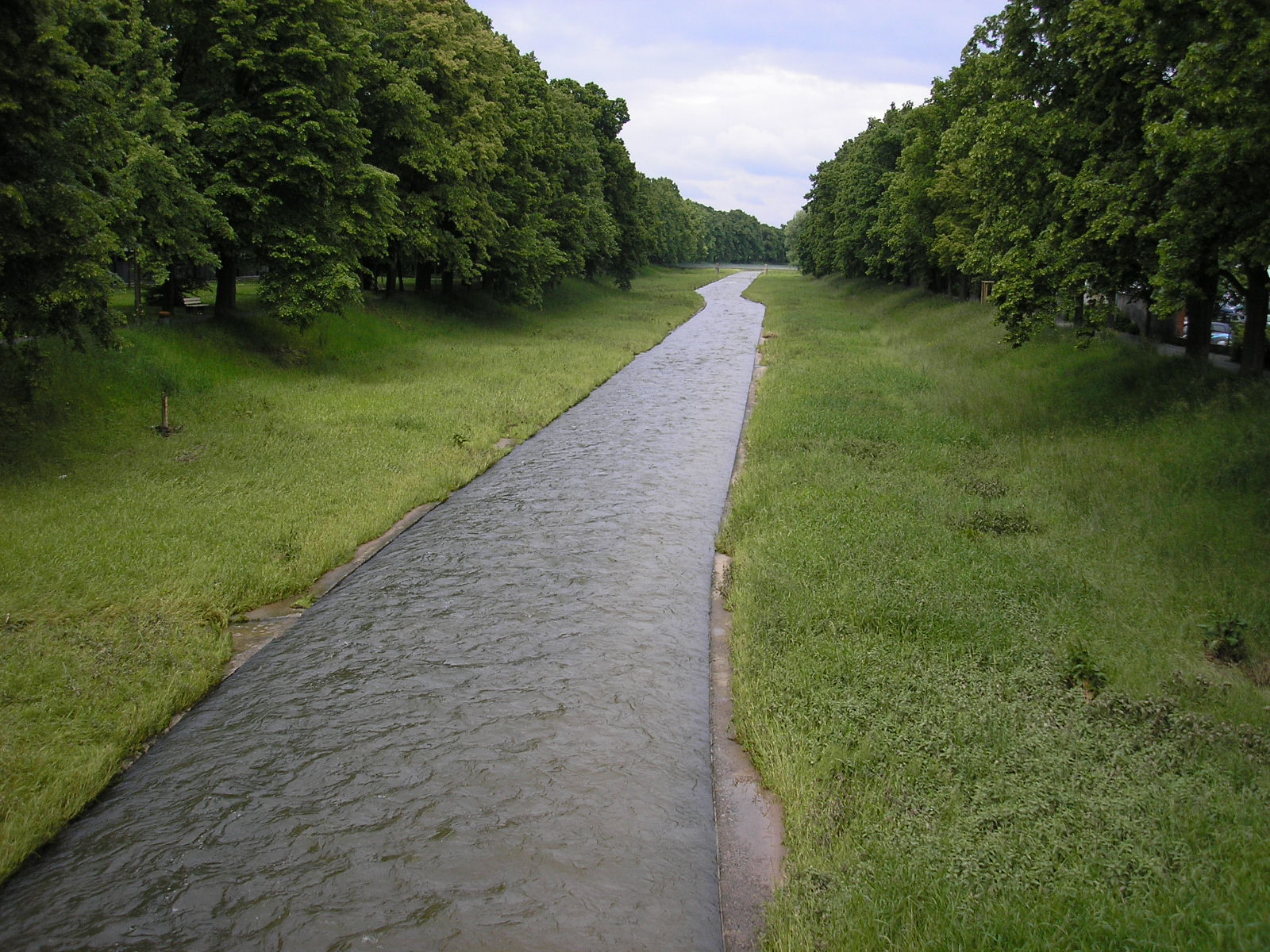
直線化されたバイロイト下流部のマイン川

赤マイン川は、最初、南東方向へ流れ、その後北東へ向かい、クロイセンを通過する。ここから川はほぼ北向きに進み、バイロイトのエレミタージュの裏で西に向きを変える。バイロイト市内を東から西に流れる。市内では1970年代からコンクリートの護岸工事、暗渠化工事が行われた。
バイロイトのフォルクスフェスト広場付近で川は二筋に分かれる。南の川筋は、水車用運河であった。バイロイト付近には、かつて多くの水車があった。水量はある程度一定となるように工夫されている。この運河はミュンツ通りまでは地表を流れるが、旧州中央銀行の裏手でトンネルの中に見えなくなる。その後、北の川筋と合流する直前に再び地表に現れる。北の川筋は、通常はほんのわずかな水量しかないが、洪水防止用の河床となっているため、大変に幅の広い構造になっている。こちらの川筋も、一部暗渠化され、2つの公園の下を通っている。
バイロイトを後にした赤マイン川は、北西に向かって蛇行を繰り返し、幅の広い渓谷を形成する。この川沿いに、ハイナースロイトやノイドロッセンフェルトの町がある。クルムバッハの南、シュタイネンハウゼン城付近（標高298m、北緯50度05分12.8秒 東経11度23分55.7秒 / 北緯50.086889度 東経11.398806度）で、フィヒテル山地ビショフスグリュン付近で湧出した白マイン川と合流する。赤マイン川は全長73km、白マイン川は52kmである。

## 遊歩道
フィヒテル山地協会が整備した赤マイン遊歩道が水源近くから設けられている。遊歩道には白地に赤で「M」と記した標識が付けられている。全長60kmのこの遊歩道の行程は、赤マイン川水源 - クロイセン - アイマースミューレ - シュレーンベルク - エルミタージュ - バイロイト - マルティンスロイト - アルテンプロス - グリュングラーベン - イェスライン - ランゲンシュタット - アファルターホーフ・カッチェンロイト - クルムバッハ近郊シュタイネンハウゼン城（白マイン川との合流点）である。
オーバープファルツの森協会が設けたマイン＝ミース遊歩道も水源近くからスタートする。こちらは、白地に赤い斜め十字の標識である。全長93kmのこの遊歩道の行程は、赤マイン川水源 - クロイセン - ザイトヴィッツ - フランケンベルク - ノイシュタット・アム・クルム - エルベンドルフ - ファルケンベルク - ティルシェンロイト - グリースバッハである。